# Giacomo Quarenghi
Giacomo Quarenghi (Rota d'Imagna, 20 september 1744 - Sint-Petersburg, 2 maart 1817) was een Italiaans architect actief in Rusland, voornamelijk in Sint-Petersburg, maar ook in Moskou.

## Levensloop
Quarenghi was eerst in de leer bij de kunstschilders Anton Raphael Mengs en Stefano Pozzi in Rome. Nadien studeerde hij architectuur, waarbij hij de klassieke 16e-eeuwse architect Andrea Palladio tot voorbeeld nam. Veel van zijn bouwwerken worden dan ook als palladianisch bestempeld.

## Werk
Tot zijn bekendste werk als architect behoren:
- Van 1782 tot 1783 was hij met Francesco Camporesi een van de architecten actief tijdens de tweede fase van de bouwwerken aan het Catharinapaleis in Moskou.
- Van 1783 tot 1785 bouwt hij in Sint-Petersburg het gebouw voor de Keizerlijke Academie van Wetenschappen en Schone kunsten.
- Van 1783 tot 1787 was hij bouwheer van het Hermitagetheater, een van de recentere gebouwen die samen het Hermitage uitmaken.
- In 1789 tekende hij voor een nieuwe Gostiny Dvor in Moskou.
- Van 1791 tot 1796 werd in Novhorod-Siversky de kathedraal van het Transfiguratieklooster gebouwd naar zijn plannen.
- Van 1792 tot 1796 tekende hij in Tsarskoje Selo voor de bouw van het Alexanderpaleis in opdracht van tsarina Catharina II van Rusland zelf. Hij bouwde daar ook een nieuwe zijvleugel voor het Catharinapaleis.
- Van 1806 tot 1808 was hij de architect bij de bouw van het Smolny-instituut.

Schilderijen van Quarenghi bevinden zich onder meer in de Drievuldigheidskathedraal in Sint-Petersburg.
- Biblioteca Nacional de España: XX996019
- Bibliothèque nationale de France: cb12043849j (data)
- Catàleg d'autoritats de noms i títols de Catalunya: 981058612293606706
- Gemeinsame Normdatei: 118793799
- International Standard Name Identifier: 0000 0000 6630 2002
- KulturNav: ba1a1e29-71c1-4c93-a3ba-a6cf57629650
- Library of Congress Control Number: n82123649
- Nationale Bibliotheek van Letland: 000328894
- Nationale Bibliotheek van Israël: 987007312405605171
- Nationale Bibliotheek van Polen: a0000001881395
- Nederlandse Thesaurus van Auteursnamen: 070994625
- Réseau des bibliothèques de Suisse occidentale: 02-A003719852
- RKD-Nederlands Instituut voor Kunstgeschiedenis: 65208
- Istituto Centrale per il Catalogo Unico: CFIV047528
- SNAC: w6bc433t
- Système universitaire de documentation: 028645774
- Union List of Artist Names: 500018583
- Virtual International Authority File: 68947570
- WorldCat: E39PBJdGJQw6wVhKtCv437rXh3